# Tot Sant Cugat
El Tot Sant Cugat és un setmanari gratuït d'àmbit local de Sant Cugat del Vallès que va néixer el 1985 amb una tirada inicial de 5.000 exemplars, fundat pel grup de comunicació Tot Media de la mà de Ramon Grau, editor i primer director de la publicació. Aquest grup es va formar el mateix any, i actualment disposa de diferents mitjans de comunicació a diverses ciutats, com per exemple a Rubí (Tot Rubí), Cerdanyola del Vallès (Tot Cerdanyola) i Granollers (Ara Granollers). A més a més, Tot Media disposa de diferents mitjans de comunicació depenent de la seva temàtica, ja que ofereix un mitjà empresarial, un altre amb informació cultural i turística, un mitjà dedicat al vi, un altre dedicat al cinema i finalment disposa d'una revista familiar. El contingut del setmanari està format per les notícies d'actualitat que es produeixen a Sant Cugat del Vallès i es poden dividir diferents seccions. Aquestes són la secció de Societat, Política, Urbanisme i Esports, a banda d'una guia de la ciutat per ajudar els ciutadans i una agenda, on es mostren les activitats que es realitzaran pròximament.
Des del moment de la seva fundació l'any 1985, el Tot Sant Cugat s'ha convertit en el mitjà d'informació local de referència a la ciutat. Josep Maria Vallès fou director del Tot Sant Cugat des de 1998 fins al 2019 quan Laura Grau va prendre el relleu. La revista arriba a més de 55.000 lectors setmanals a l'edició impresa, i la pàgina web arriba a 100.000 usuaris.